# Chelsea Hobbs
Chelsea Raelle Hobbs (ur. 18 lutego 1985 w Vancouver) – kanadyjska aktorka. Wystąpiła m.in. w filmie Królowa Śniegu oraz serialu Za wszelką cenę (Make It or Break It).

## Kariera
Chelsea urodziła się 18 lutego 1985 roku w Vancouver w prowincji Kolumbia Brytyjska, w Kanadzie. Jej matka była gimnastyczką.
Jako dziecko, Hobbs wzięła udział w ponad 40 reklamach oraz występowała w serialu dziecięcym – No Adults Aloud. W 2002 roku zagrała pierwszą większą rolę w filmie stacji Hallmark – Królowa Śniegu, gdzie wcieliła się w postać Gerdy. Zyskała nominację do Leo Award. Chelsea wystąpiła w serialach Słowo na L, Beach Girls, Misja w czasie oraz Dowody zbrodni.
Wystąpiła w filmie Urwany film u boku Sary Paxton, oraz Wyznania tancerki go-go.
Od 2009 roku występuje w serialu stacji ABC Family – Za wszelką cenę (Make It or Break It), u boku Cassie Scerbo, Josie Loren oraz Ayla Kell, gdzie wciela się w rolę gimnastyczki, Emily Kmetko.
W kwietniu 2010 roku wystąpiła gościnnie w serialu CSI: Kryminalne zagadki Miami, w odcinku Spring Breakdown.

## Życie osobiste
W 2004 roku poślubiła fotografa Terena Oddo, z którym ma córkę.

## Filmografia

### Filmy
- 1994: Skradziona tożsamość (Sweet Dreams) – jako młoda Laura (film TV)
- 1997: Cena doskonałości (Perfect Body) – jako nowa gimnastyczka (film TV)
- 1999: Christina's House – jako Suzy Cooper
- 1999: Cudowny golf (Miracle on the 17th Green) – jako Megan McKinley (film TV)
- 2002: Królowa Śniegu (Snow Queen) – jako Gerda (film TV)
- 2004: Samotna Matka i Seks (More Sex and Single Mother) – jako Sara Gradwell (film TV)
- 2005: The Unknown – jako Jenny Ackers
- 2005: Królowie Dogtown (Lords Of Dogtown) – jako Caroline
- 2007: Urwany Film (Party Never Stops: Diary of a Binge Drinker) – jako Shanna (film TV)
- 2008: Wyznania tancerki Go-Go (Confessions of a Go-Go Girl) jako Jane McCoy (film TV)
- 2017: W sieci szaleństwa jako Karen Hexley (film TV)

### Seriale
- 1994: No Adults Aloud – jako Chelsea Wright
- 2001: Tajemniczy Element (Mysterious Ways) – jako czternastolatka (gościnnie)
- 2001: Misja w czasie (Seven Days) – jako Amy (gościnnie)
- 2001: The Sausage Factory – jako Madison (gościnnie)
- 2001: Pasadena – jako Meredith Weller (6 odcinków)
- 2005: Beach Girls – jako Nell Kilvert (6 odcinków)
- 2007: Słowo na L (The L Word) – jako Brooke
- 2008: Dowody zbrodni (Cold Case) – jako Betty Sue Baker
- 2009-2011: Za wszelką cenę (Make It or Break It[1]) – jako Emily Kmetko (rola główna)
- 2010: CSI: Kryminalne zagadki Miami (CSI: Miami) – jako Courtney Haywood (gościnnie)
- 2011: CSI: Kryminalne zagadki Las Vegas jako Colleen Hughes (gościnnie)
- 2014: Nie z tego świata jako Catlin (gościnnie)
- 2016: Lucyfer jako Christi (gościnnie)
- 2017: Girlfriends' Guide to Divorce[1] jako Amber Kline (gościnnie)
- 2017: Twardzielka (Rogue[1]) jako Laura Parker (gościnnie)
- 2018: UnReal (serial telewizyjny) jako Charlie[1] (8 odcinków)